# NGC 4183
NGC 4183 is een spiraalvormig sterrenstelsel in het sterrenbeeld Jachthonden. Het hemelobject werd op 14 januari 1788 ontdekt door de Duits-Britse astronoom William Herschel.

## Synoniemen
- UGC 7222
- MCG 7-25-51
- ZWG 215.53
- FGC 1386
- PGC 38988